# Scena (3D)
Scena – w grafice trójwymiarowej, zbiór niezależnych, osobno stworzonych trójwymiarowych obiektów, zgrupowanych i zaaranżowanych w jedną scenę. Poza obiektami 3D w scenie znaleźć się mogą obiekty nieprzeznaczone do wizualizacji, ale związane z reżyserią sceny, takie jak: kamera (obserwator), źródła światła, emitery (obiekty emitujące cząsteczki), odpowiednie obiekty pomocnicze służące do kontroli animacji obiektów 3D, ścieżek ich ruchu oraz innych efektów specjalnych. W większości silników graficznych scena jest niemal nieskończona (występują ograniczenia sprzętowe) i może znaleźć się tam prawie dowolna liczba obiektów.